# Stanislav Sorokin
Stanislav Sorokin, född 17 februari 1941 i Moskva, död 2 februari 1991 i Moskva, var en sovjetisk boxare.
Sorokin blev olympisk bronsmedaljör i flugvikt i boxning vid sommarspelen 1964 i Tokyo.